# 小行星2734
小行星2734（2734 Hasek）是一颗围绕太阳公转的小行星。1976年4月1日，尼古拉·切爾尼赫在克里米亚发现了此天体。
該小行星以捷克作家雅羅斯拉夫·哈謝克命名。
这颗小行星的绝对星等为142.80303等。